# ديفيد نايلز
ديفيد نايلز (بالإنجليزية: David Niles)‏ هو محامي أمريكي، ولد في 23 نوفمبر 1888 في بوسطن في الولايات المتحدة، وتوفي بنفس المكان في 28 سبتمبر 1952.